# を

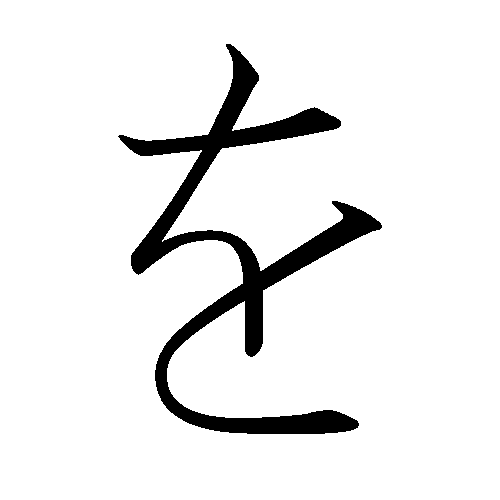
平假名を（清音）

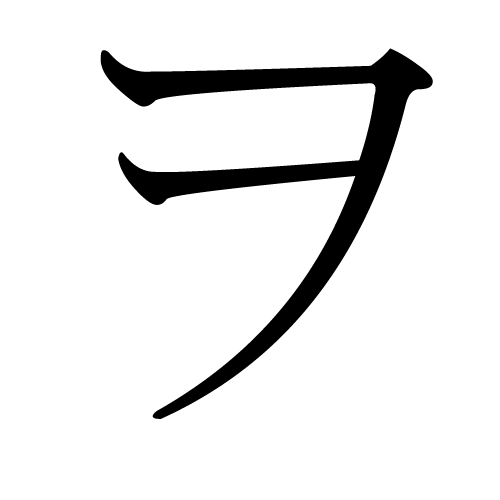
片假名ヲ（清音）

平假名を和片假名ヲ是日语的假名之一，由一个音节组成。在日语五十音图中排第10行第5个（わ行お段）的位置。

## 筆劃順序

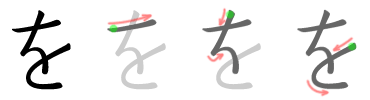
平假名を的筆劃順序

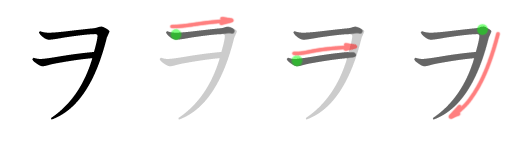
片假名ヲ的筆劃順序

## 關於を和ヲ
| 現代日語發音     | 由1個子音和1個母音形成／ɰᵝo̞／音   |
| 五十音顺序       | 第47位                            |
| 伊吕波顺序       | 第12位，「る」之后、「わ」之前    |
| 平假名「を」字源 | 「」字的草書                      |
| 片假名「ヲ」字源 | 「乎」字的上半部變形              |
| 日语罗马字       | 平文式罗马字：wo 训令式罗马字：wo |
| 点字：           | \| －● —— ●－ \|                  |
| 通话表           | 「」                              |
| 摩尔斯电码       | ・——－                            |
| －● —— ●－       |                                   |

## 外部連結
- 日本語調査結果（5） 『を』の発音ーWO（うぉ）？それとも O（お）？ （页面存档备份，存于） - 105人中33人（31.4%）が「を」を「ウォ」と発音すると回答している。